# Panicum tenuifolium
Panicum tenuifolium är en gräsart som beskrevs av William Jackson Hooker och George Arnott Walker Arnott. Panicum tenuifolium ingår i släktet vipphirser, och familjen gräs. Inga underarter finns listade i Catalogue of Life.

## Bildgalleri

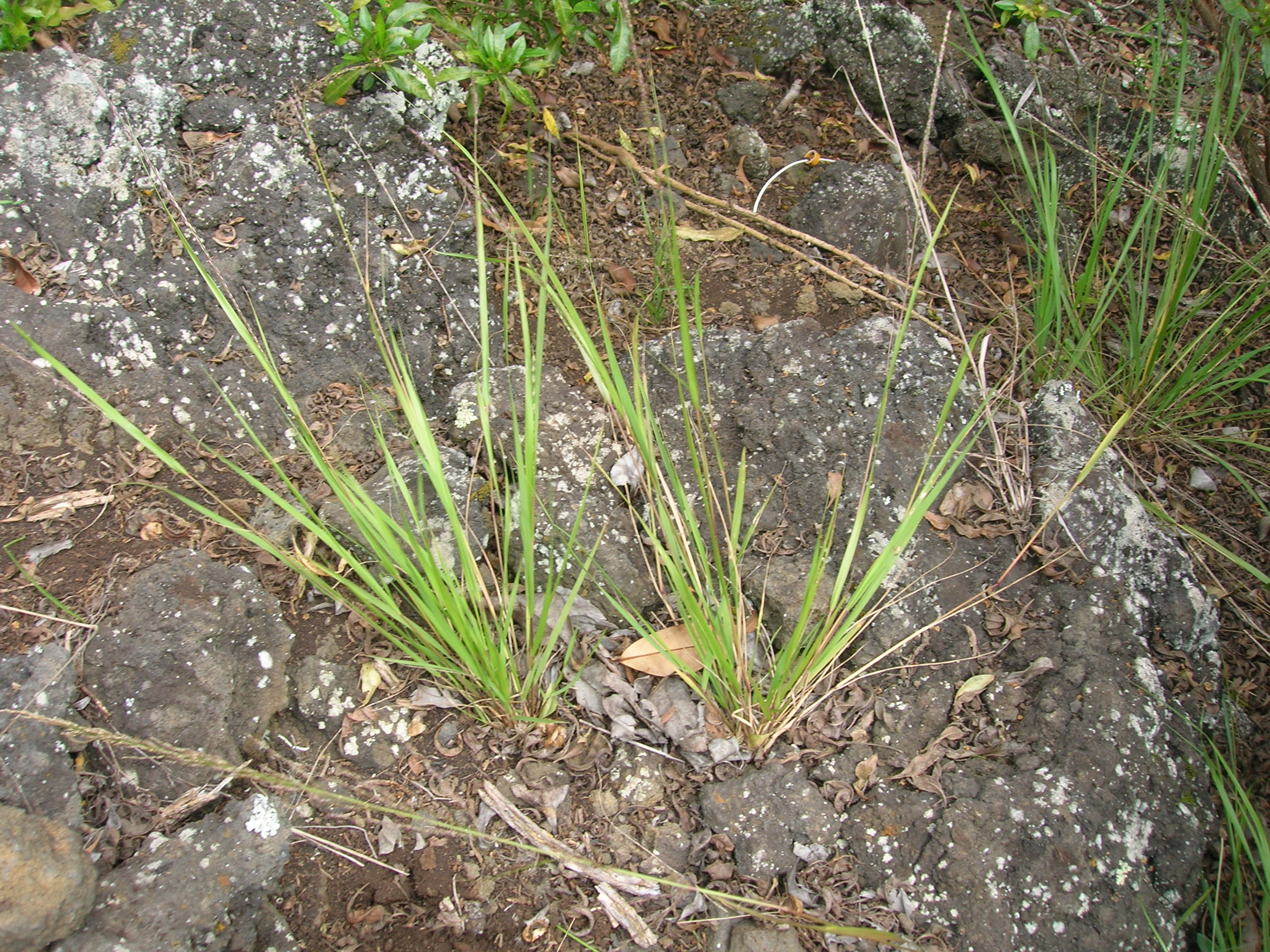
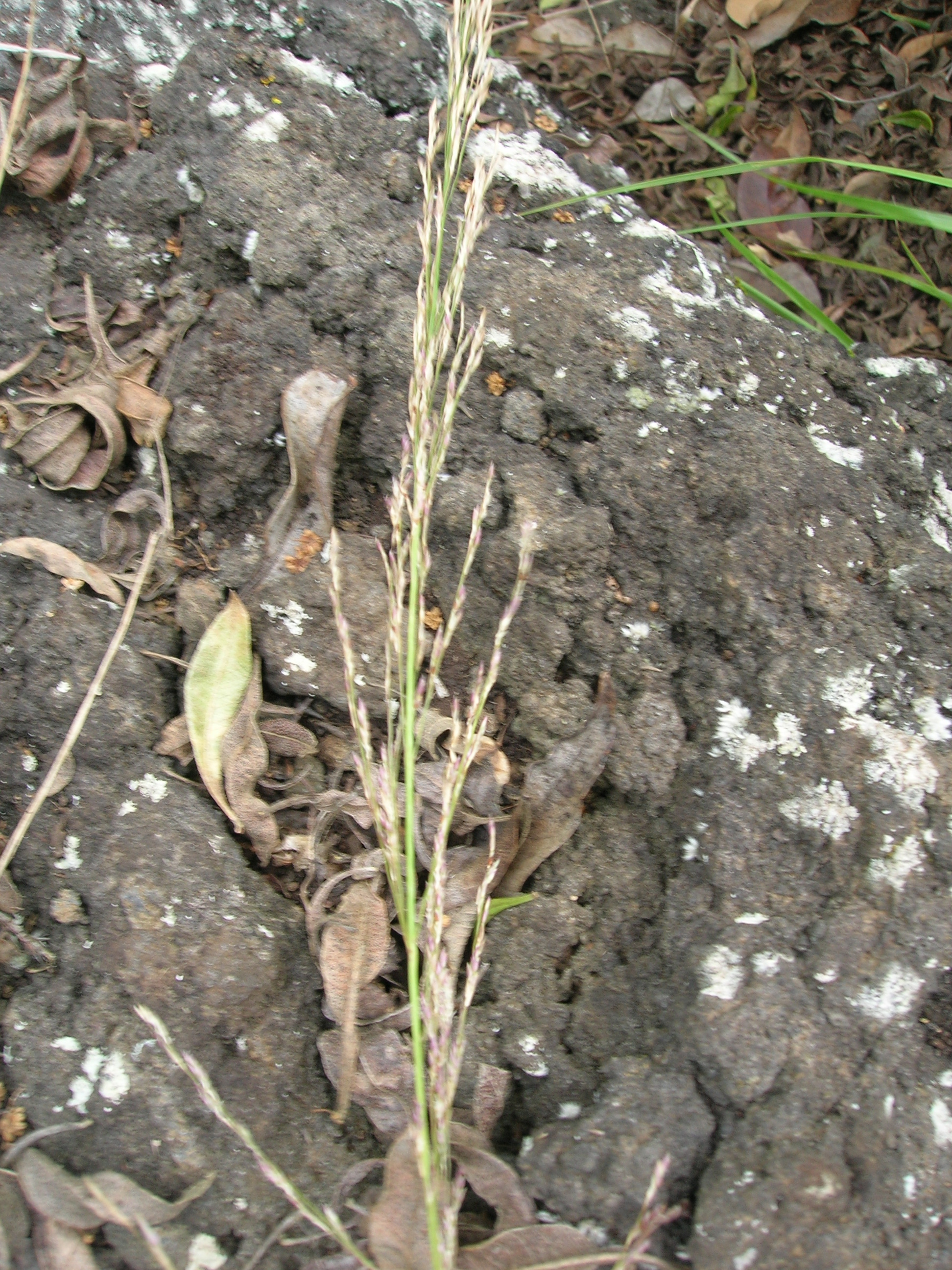
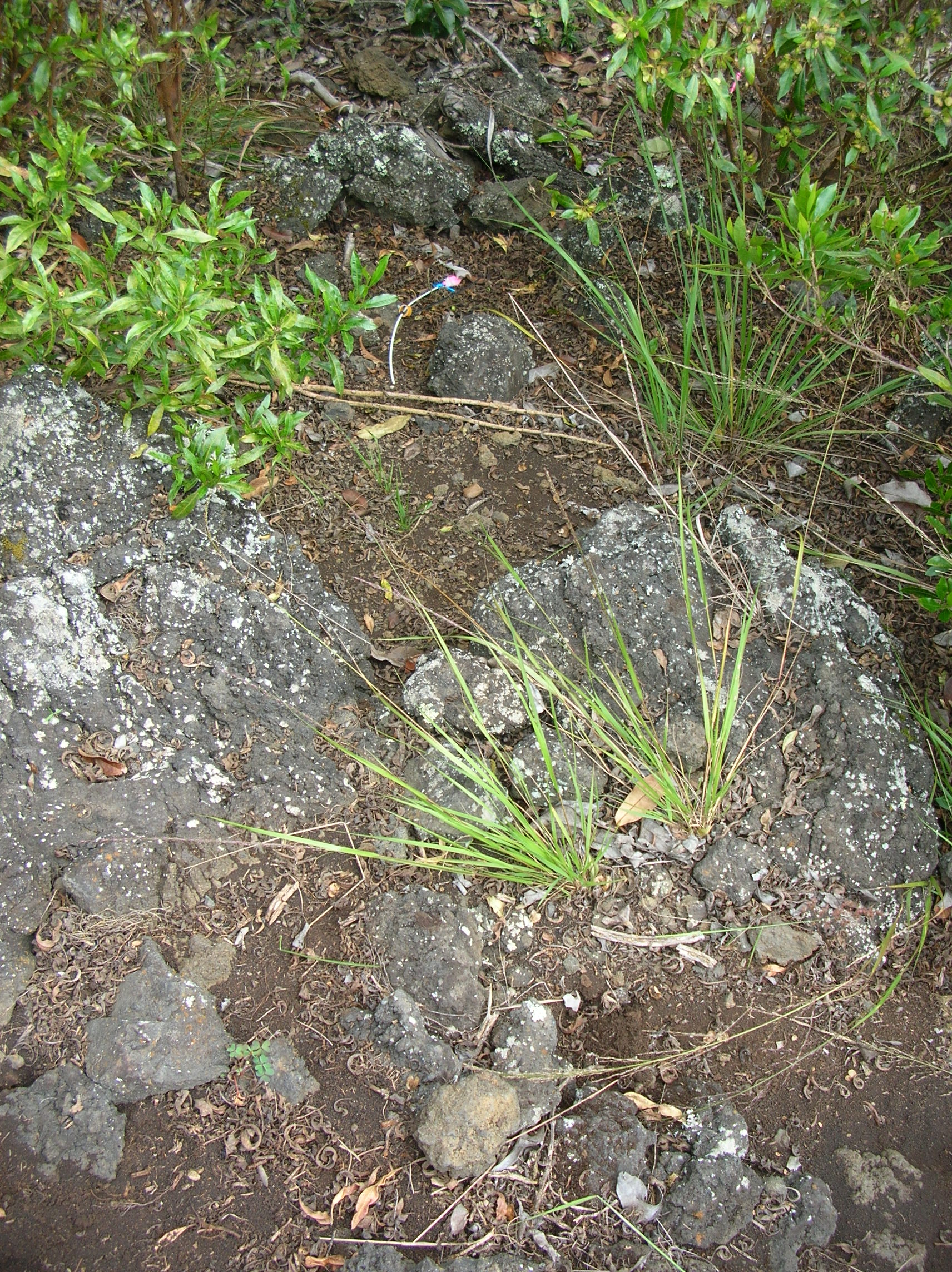